# Yun Jong-seok
Yun Jong-seok (Hangul: 윤종석), es un actor surcoreano.

## Biografía
Estudió actuación en la Universidad Nacional de Artes de Corea (한국예술종합학교, en inglés "Korea National University of Arts").

## Carrera
Es miembro de la agencia "H& Entertainment" (에이치앤드엔터테인먼트). Previamente formó parte de la agencia "King Entertainment".
En 2017 se unió al elenco recurrente de la primera temporada de la serie Save Me donde interpretó a Lee Byung-suk, un intimidador de la escuela.
En el 2018 realizó una aparición en la película Door Lock donde dio vida al guardia de seguridad del apartamento 2.
En marzo del mismo año se unió al elenco recurrente de la serie Something in the Rain (también conocida como "Pretty Sister Who Buys Me Food") donde interpretó a Kim Seung-cheol, el amigo de la universidad de Seo Joon-hee (Jung Hae-in).
En septiembre del mismo año se unió al elenco recurrente de la serie The Guest donde dio vida al sacerdote Choi Sang-hyun, el hermano de Yoon Hwa-pyung (Kim Dong-wook).
El 7 de enero del 2019 se unió al elenco recurrente de la serie The Crowned Clown donde interpretó a Jang Moo-young, un oficial militar real y el guardaespaldas de Ha Seon (Yeo Jin-goo).
El 12 de octubre del mismo año se unió al elenco recurrente de la serie The Lies Within donde dio vida al oficial de la policía Jeon Ho-gyu, un hombre inteligente, con misofobia que es malo para relacionarse con la gente y que solía trabajar en una empresa importante antes de ser asignado al departamento de investigación del Ayuntamiento de Seúl.

## Filmografía

### Series de televisión
| Año  | Título                           | Personaje               | Notas       |
| ---- | -------------------------------- | ----------------------- | ----------- |
| 2021 | Jirisan                          | Tae-joo                 | 2 episodios |
| 2021 | Crime Puzzle                     | Kim Min-jae             |             |
| 2020 | My Dangerous Wife                | Jo Min-kyu              |             |
| 2020 | Tell Me What You Saw             | Joo Sa-gang             | 3 episodios |
| 2019 | The Lies Within                  | Jeon Ho-gyu             |             |
| 2019 | The Crowned Clown                | Jang Moo-young          |             |
| 2018 | The Guest                        | Choi Sang-hyun          |             |
| 2018 | Something in the Rain            | Kim Seung-cheol         |             |
| 2017 | Mad Dog                          | Investigador de Seguros |             |
| 2017 | Unrequited Love: Special Edition | Yoon Jong-seok          |             |
| 2017 | Save Me                          | Lee Byung-suk           |             |

### Películas
| Año  | Título                  | Personaje            | Notas                                                                    |
| ---- | ----------------------- | -------------------- | ------------------------------------------------------------------------ |
| 2019 | Possible Faces (얼굴들) | Jin Soo              | junto a Pak Jong-hwan, Kim Sae-byuk, Baek Soo-jang y Ryu Kyung-soo       |
| 2018 | Door Lock (도어락)      | Guardia de Seguridad | junto a Gong Hyo-jin, Kim Ye-won, Kim Sung-oh, Lee Ga-sub y Lee Hong-nae |
| 2018 | 누에치던 방             | -                    | junto a Lee Sang-hee                                                     |
| 2016 | 알송달송                | -                    |                                                                          |
| 2016 | Zero                    | -                    |                                                                          |